# Elena Herrera
Elena Herrera (fl. XX secolo) è stata una modella spagnola, eletta Miss Spagna nel 1960.
Fu la prima Miss Spagna ad essere eletta dopo venticinque anni in cui il concorso non fu organizzato. L'ultima ad essere eletta prima di lei era infatti stata Alicia Navarro nel 1935.
La Herrera partecipava a Miss Spagna in rappresentanza di País Vasco.